# Sonate pour piano no 1 de Brahms
La sonate pour piano no 1 en do majeur op. 1 de Johannes Brahms, a été écrite à Hambourg en 1853, et publiée la même année. Même s'il s'agit du premier opus publié, Brahms avait déjà composé antérieurement une autre sonate pour piano, numérotée comme la deuxième, en novembre 1852, ainsi que deux autres, mais détruites par son auteur à cause de l'avis des critiques (Brahms était alors vu comme un deuxième Mozart). Brahms choisit cependant cette sonate de 1853 pour inaugurer son catalogue, la pensant de meilleure facture. Les deux pièces furent proposées à l'éditeur Breitkopf & Härtel, avec une lettre de recommandation signée par Robert Schumann. Schumann avait déjà acclamé Brahms avec enthousiasme de par le passé, et cette sonate témoigne d'un effort nouveau quant à la technique et le caractère dramatique qui en exalte. La sonate est dédiée à Joseph Joachim.

## Structure
L'œuvre est en quatre mouvements :
- Allegro (do majeur)
- Andante (nach einem altdeutschen Minneliede) (do mineur, coda en do majeur)
- Allegro molto e con fuoco - Più mosso (scherzo en mi mineur - trio en do majeur - mi mineur)
- Allegro con fuoco - Presto non troppo ed agitato (finale en do majeur)

## Analyse
La structure de la sonate obéit ainsi à la structure romantique. Le premier mouvement est de forme sonate, et dont l'exposition est répétée. L'ouverture puissante du premier thème ressemble à celle de la sonate pour piano no 29 dite « Hammerklavier » de Ludwig van Beethoven, mais se rapproche également de la Wanderer-Fantasie de Franz Schubert. Le second mouvement est de type thème et variations, inspiré par la chanson Verstohlen geht der Mond auf (Furtivement la lune se lève) et tirée du folklore allemand. Brahms réécrira ce morceau pour chœur féminin en 1859 (WoO 38/20). Le troisième mouvement est un scherzo et trio. Le quatrième est un rondo ample, très énergique, et dont le thème principal, dérivé de celui du premier mouvement, subit des variations à chaque nouvelle apparition.
Par cette œuvre, Brahms, âgé de seulement vingt ans lors de sa composition mais déjà perfectionniste, effectue une démonstration de son talent pour le développement thématique et de sa connaissance sans faille de la forme sonate romantique.

## Discographie
- Alexander Melnikov : Sonates pour piano no 1 et 2 ; Scherzo op. 4. Les œuvres sont exécutées sur un Bösendorfer de 1875.